# (2444) Lederle
(2444) Lederle – planetoida z pasa głównego asteroid okrążająca Słońce w ciągu 4 lat i 185 dni w średniej odległości 2,73 au. Została odkryta 5 lutego 1934 roku w Landessternwarte Heidelberg-Königstuhl w Heidelbergu przez Karla Reinmutha. Nazwa planetoidy pochodzi od Trudperta Lederle, niemieckiego astronoma. Przed nadaniem nazwy planetoida nosiła oznaczenie tymczasowe (2444) 1934 CD.